# 南海豹属
南海豹属（学名：Australophoca）是海豹科下的一个属。

## 下属物种
本属包括以下物种：
- 昌戈南海豹 Australophoca changorum Valenzuela-Toro, Pyenson, Gutstein & Suárez, 2015